# Sniper Elite: Nazi Zombie Army 2
Sniper Elite: Nazi Zombie Army 2 is een third-person shooter ontwikkeld door Rebellion Developments en uitgegeven door Rebellion en Mastertronic. Het spel kwam op 28 februari 2013 uit voor Windows. Het bevat een co-op-modus voor maximaal vier spelers die zowel via een lan-connectie als online gespeeld kan worden.

## Gameplay
Sniper Elite: Nazi Zombie Army 2 is het vervolg op Sniper Elite: Nazi Zombie Army en heeft vrijwel identieke gameplay. De speler speelt nog steeds als een sluipschutter die bepaalde doelstellingen moet behalen en daarvoor zich door hordes ondoden moet slaan.